# Обертор (Нойс)
Обертор (нем. Obertor, в пер. Верхние ворота) — южные ворота городской стены в городе Нойсе (федеральная земля Северный Рейн — Вестфалия). Расположены на улице Am Obertor. Через ворота проходила дорога, ведущая из Нойса в Кёльн.

Ворота Обертор были построены в XIII веке. Согласно документам того времени городская стена Нойса насчитывала 6 ворот — Obertor, Niedertor (Нижние ворота), Rheintor (Рейнские ворота), Hessentor (Гессенские ворота), Hamtor, Zolltor (Таможенные ворота). На сегодняшний день все городские ворота, кроме ворот Обертор и руин Hamtor, утрачены.

Ворота Обертор играли важную роль в истории города, например, во время осады города войсками Карла Смелого в 1475 году или во время штурма Нойса в ходе Кёльнской войны в 1586 году.

Сегодня в здании ворот размещаются отдел музея средневековой истории Нойса и часть экспозиции художественного музея Clemens-Sels-Museum.